# Vercel-Villedieu-le-Camp
Vercel-Villedieu-le-Camp é uma comuna francesa na região administrativa de Borgonha-Franco-Condado, no departamento de Doubs. Estende-se por uma área de 29,96 km². Em 2010 a comuna tinha 1 698 habitantes (densidade: 56,7 hab./km²).